# Таха, Махмуд Али
Али Махмуд Таха (араб. علي محمود طه‎, 3 августа 1901 года, Эль-Мансура, Египет — 17 ноября 1949 года, Каир, Египет) — египетский поэт — лирик.

## Биография
Родился 3 августа 1901 года в Эль-Мансуре, в дельте Нила.
В 1924 году окончил школу прикладных искусств. Печататься начал с 1927 года. Примыкал к поэтам-романтикам, группировавшимся вокруг журнала «Аполло». Влияние творчества французских поэтов- романтиков (Альфонса де Ламартина) и символистов (Шарля Бодлера, Поля Верлена), а также поэзии Х. Мутрана способствовали формированию своей поэтической манеры, с музыкальностью стиха и особой интенсивной ритмикой. Сборники стихов: «Странствующий моряк» (1934), «Блуждающие души» (1941), «Цветы и вино» (1943), «Восток и запад» (1947) и другие отличаются не только определённой новизной тематики, но и отточенностью стихотворных форм.
На родине его называли «инженер» и «потерявшийся матрос» в честь его профессии и первого сборника стихов.
Его стихи «Озеро Комо», «Слепой музыкант» описывают его впечатления от путешествий по Италии, Швейцарии, Австрии и Германии. Некоторые из его стихотворений («Гондоза», «Ночи Клеопатры») были исполнены известным певцом Абд аль-Ваххабом.
Песня «С одного континента на другой», написанная в жанре исторической баллады, посвящена арабским полководцам, покорившим Испанию. Некоторые исследователи его творчества называют эти стихи националистическими или даже провокационными.
В Египте Махмуда Али Таху называли поэт-реформист (шаирайн муджаддидайн). В конце жизни Таха писал стихи гражданско-патриотического содержания: «Египет», «Призыв к свободе» и другие.
Скончался поэт после непродолжительной болезни 17 ноября 1949 года в Каире, не дожив до революции 1952 года всего несколько лет.